# Lijst van voetbalinterlands Litouwen - Servië en Montenegro
Deze lijst van voetbalinterlands is een overzicht van alle officièle voetbalwedstrijden tussen de nationale teams van Litouwen en Servië en Montenegro. De landen speelden in totaal twee keer tegen elkaar. De eerste ontmoeting, een kwalificatiewedstrijd voor het Wereldkampioenschap voetbal 2006, werd gespeeld in Belgrado op 3 september 2005. Het laatste duel, de returnwedstrijd in dezelfde kwalificatiereeks, vond plaats op 8 oktober 2005 in Vilnius.

## Wedstrijden
| № | Plaats   | Datum            | Competitie           | Wedstrijd                       | Uitslag |
| - | -------- | ---------------- | -------------------- | ------------------------------- | ------- |
| 1 | Belgrado | 3 september 2005 | WK 2006 kwalificatie | Servië en Montenegro – Litouwen | 2 – 0   |
| 2 | Vilnius  | 8 oktober 2005   | WK 2006 kwalificatie | Litouwen – Servië en Montenegro | 0 – 2   |

## Samenvatting
| Competitie      | Totaal gespeeld | Winst Litouwen | Gelijk | Winst Servië en M. | Doelsaldo Litouwen – Servië en M. |
| --------------- | --------------- | -------------- | ------ | ------------------ | --------------------------------- |
| WK-kwalificatie | 2               | 0              | 0      | 2                  | 0 − 4                             |
| Totaal          | 2               | 0              | 0      | 2                  | 0 − 4                             |

## Details

### Eerste ontmoeting
| WK 2006 kwalificatie (Belgrado, Servië en Montenegro, 3 september 2005): |       |          |
| Servië en Montenegro                                                     | 2 – 0 | Litouwen |
| Mateja Kežman 18' Saša Ilić 74'                                          | goals |          |

### Tweede ontmoeting
| WK 2006 kwalificatie (Vilnius, Litouwen, 8 oktober 2005): |       |                                      |
| Litouwen                                                  | 0 – 2 | Servië en Montenegro                 |
|                                                           | goals | 44' Mateja Kežman 85' Zvonimir Vukić |